# 1935 في الجزائر
الأحداث من عام  1935 في الجزائر.

## المواليد
- 25 فبراير – شريف قرطبي – ملحن موسيقي جزائري
- 8 أبريل – عمر البرناوي – شاعر ومؤلف جزائري.
- 25 مايو – خير الله عصار – أكاديمي وأديب وناقد جزائري من أصل سوري.